# Асьют (губернаторство)
Асью́т (араб. أسيوط) — губернаторство (мухафаза) в Арабській Республіці Єгипет. Адміністративний центр — місто Асьют.
Розташоване в центрі країни, у долині Нілу, на захід від губернаторства Червоне Море, на схід від губернаторства Нова Долина, на південь від губернаторства Мінья і на північ від губернаторства Сохаг.
У провінції розвинений туризм. Тут є давньоєгипетські, мусульманські і коптські пам'ятники мистецтва.

## Назва
Назва губернаторства і власне міста Асьют походить від давньоєгипетського слова «са-уат», що означає страж, тобто охоронець кордонів Верхнього Єгипту. Надалі назва була арабізована. Римляни називали Асьют Лікополіс, тобто місто шакала.
Населення — 3 444 967 осіб (2006). Чоловіки становлять 51,21 %, жінки 48,79 %. Щорічний приріст населення 2,6 %.

## Найбільші міста
| №  | Місто        | Населення, осіб (2006) |
| -- | ------------ | ---------------------- |
| 1  | Асьют        | 389 307                |
| 2  | Манфалут     | 82 585                 |
| 3  | Дайрут       | 72 856                 |
| 4  | Абу-Тіг      | 70 969                 |
| 5  | Ель-Кусія    | 69 388                 |
| 6  | Абнуб        | 67 526                 |
| 7  | Ель-Ганаїм   | 48 144                 |
| 8  | Ель-Бадарі   | 42 770                 |
| 9  | Сахіль-Салім | 31 781                 |
| 10 | Сідфа        | 20 931                 |